# Monopoli
Monopoli város (közigazgatásilag comune) Olaszország Puglia régiójában, Bari megyében.

## Fekvése
Az Adriai-tenger partján fekszik, Baritól délkeletre.

## Története
A település a görögök által alapított Gnathia  városához tartozó kis falucska volt. Miután az osztrogótok 854-ben elpusztították Gnathiát, annak lakosai Monopoliba menekültek. Innen származik a város neve is, melynek jelentése „egyetlen város”. A következő évszázadokban a normannok, bizánciak és Stauffenek birtoka volt. 1484-ben Velence uralma alá került, minek köszönhetően az Adriai-tenger egyik jelentős kikötőjévé nőtte ki magát. 1545-ben önálló városi rangot kapott. 1861-ben lett az egyesült Olaszország része.

## Népessége
A lakosság számának alakulása:

## Fő látnivalói
- a 16. századi várkastély, melyet V. Károly építtetett
- az 1350-ben, a johanniták által alapított kórház (Ospedala Gerosolimitano)
- a 17. századi Palazzo Palmieri, nemesi palota
- a 17. században alapított  Santo Stefano apátság
- Gnathia romjai